# Entemnotrochus adansonianus
Espèce
Le Pleurotomaire d'Adanson ou Entemnotrochus adansonianus est un mollusque vivant en eau profonde, à plus de 400 mètres de profondeur, au large des Bermudes et des Caraïbes. Il peut mesurer jusqu'à 18 centimètres de long.